# 빅토리아 루이제 폰 프로이센 왕녀
빅토리아 루이제 아델하이트 마틸데 샤를로테 폰 프로이센(Viktoria Luise Adelheid Mathilde Charlotte Prinzessin von Preußen, 1892년 9월 13일~1980년 12월 11일)는 독일 황제 빌헬름 2세와 황후 아우구스테 빅토리아의 막내딸이며, 하노버 왕가의 수장이자 브라운슈바이크 공작이었던 에른스트 아우구스트의 부인이다.
1892년 9월 13일에 포츠담의 대리석 궁전에서 태어나, 10월 22일에 빅토리아 루이제라 명명되었다. 빅토리아 루이제라는 이름은 영국의 빅토리아 여왕과 프로이센의 루이제 왕비에서 유래한다. 1909년에 제2 근위 후사르 연대의 명예 연대장이 되었다.
에른스트 아우구스트와 포츠담의 신궁전에서 만나, 다음해인 1913년 5월 23일에 결혼했다.